# Western Dream
Western Dream es el cuarto álbum de estudio del DJ y productor francés Bob Sinclar. Fue lanzado el 10 de abril de 2006 por el sello Yellow Productions. Es el álbum más exitoso de su trayectoria del que se desprenden los éxitos mundiales "Love Generation", "World, Hold On (Children of the Sky)" y Rock This Party (Everybody Dance Now). Cuenta con las colaboraciones vocales  Farrell Lennon, el artista de reggae Gary 'Nesta' Pine, Steve Edwards, MZ Toni y Ron Carroll. Este último también participó como coproductor junto a Martin Solveig. Además el álbum fue certificado con el disco de oro en Francia.

## Lista de canciones
| Edición estándar |                                                            |                                                                            |                                             |          |  |
| N.º              | Título                                                     | Escritor(es)                                                               | Productor(es)                               | Duración |  |
| 1.               | «Love Generation» (con Gary Pine)                          | Gary Pine, Duane Harden, Alain Wisniak, JG Schreiner, Christophe Le Friant | Christophe Le Friant                        | 8:52     |  |
| 2.               | «Tennessee» (con Farrell Lennon)                           | Lene Lovich, Wisniak, Le Friant                                            | Le Friant                                   | 5:05     |  |
| 3.               | «Everybody Movin'» (con Ron Carroll)                       | Ron Carroll, Le Friant, Fred Poulet                                        | Le Friant                                   | 4:38     |  |
| 4.               | «World, Hold On (Children of the Sky)» (con Steve Edwards) | Steve Edwards, Le Friant, Michaël Tordjman                                 | Le Friant, Michell                          | 6:41     |  |
| 5.               | «Miss Me»                                                  | F. R. David, Wisniak, Le Friant                                            | Le Friant                                   | 4:36     |  |
| 6.               | «For You»                                                  | Martin Solveig, Le Friant, Schreiner                                       | Le Friant, Martin Solveig                   | 5:22     |  |
| 7.               | «Sing My Song»                                             | Carroll, Le Friant, Schreiner                                              | Le Friant                                   | 5:16     |  |
| 8.               | «In the Name of Love»                                      | Edwards, Le Friant, Schreiner                                              | Le Friant                                   | 6:00     |  |
| 9.               | «Amora, Amor»                                              | Rolando Faria, Le Friant                                                   | Le Friant                                   | 5:17     |  |
| 10.              | «Shining from Heaven»                                      | Pine, Harden, Le Friant                                                    | Le Friant                                   | 6:21     |  |
| 11.              | «Give a Lil' Love» (con Gary Pine)                         | Pine, Harden, Le Friant, Schreiner                                         |                                             | 4:42     |  |
| 12.              | «Love Generation» (Ron Carroll remix)                      | Bob Sinclar                                                                | Pine, Harden, Wisniak, Schreiner, Le Friant | 7:45     |  |

## Posicionamiento
| País         | Lista (2006)                   | Mejor posición | Ref.  |
| ------------ | ------------------------------ | -------------- | ----- |
| Francia      | French Albums Chart            | 11             | [ 4 ] |
| Bélgica      | Belgian Albums Chart (Flandes) | 26             | [ 4 ] |
| Bélgica      | Belgian Albums Chart (Valonia) | 35             | [ 4 ] |
| España       | Spain Top 100 Albums Chart     | 40             | [ 4 ] |
| Italia       | Italian Albums Chart           | 43             | [ 5 ] |
| Países Bajos | Dutch Mega Album Top 100       | 47             | [ 4 ] |
| Polonia      | Polish Albums Chart            | 45             | [ 5 ] |
| Portugal     | Top 30 Albums Chart            | 14             | [ 4 ] |
| Suecia       | Swedish Albums Chart           | 37             | [ 4 ] |
| Suiza        | Swiss Albums Chart             | 6              | [ 4 ] |